# John Bowler
John Michael Bowler (Chicago, 4 aprile 1984) è un ex cestista e allenatore di pallacanestro statunitense.